# Departamento de El Cuy
Departamento de El Cuy är en kommun i Argentina.   Den ligger i provinsen Río Negro, i den sydvästra delen av landet, 1 100 km sydväst om huvudstaden Buenos Aires.
Omgivningarna runt Departamento de El Cuy är i huvudsak ett öppet busklandskap. Trakten runt Departamento de El Cuy är nära nog obefolkad, med mindre än två invånare per kvadratkilometer.